# Tustane
Die Tustane (norwegisch für Klumpen) sind eine Gebirgsgruppe im ostantarktischen Königin-Maud-Land. Im Gebirge Sør Rondane ragen sie am Kopfende des Komsbreen auf.
Norwegische Kartographen, die auch die deskriptive Benennung vornahmen, kartierten sie 1957 anhand von Luftaufnahmen der US-amerikanischen Operation Highjump (1946–1947).